# Disillusion (canção)
"Disillusion" é uma canção gravada pelo grupo pop sueco ABBA lançada no álbum Ring Ring.
É notável por ser a única música do ABBA gravada por Agnetha Fältskog. A música em si é uma balada folk-pop com base em algo semelhante ao seu trabalho solo pré-ABBA. Ela escreveu a música, com letras adicionadas por Björn Ulvaeus. Fältskog sentiu-se orgulhosa porque Björn e Benny Andersson quiseram que essa música fizesse parte do álbum, já que ela admirava muito a composição dos dois. Como era insegura, provavelmente não acreditou, naquele momento, que fosse forte o suficiente para isso, e suas dúvidas ficaram evidentes através da letra que fala de mundos caindo, desejos e esperanças se perdendo e perseguições de nuvens.
No entanto, embora "Disillusion" seja seu crédito de composição por aparecer em um álbum, ela também co-escreveu duas músicas realizadas em conjunto: "I Am An A" e "I'm Still Alive".

## "Mina ögon"
Anos mais tarde do lançamento de "Disilluson", Bosse Carlgren traduziu a música para o idioma sueco sob o nome de "Mina ögon" e Agnetha gravou-a. Foi lançada no álbum de Fältskog, Elva kvinnor i ett hus em 1 de dezembro de 1975.